# 山形電視台
株式會社山形電視（日语：／ Kabushikigaisha Yamagata Terebi */?），通稱山形電視台（山形テレビ），簡稱YTS，是日本的一家以山形縣為播出地區的電視台。山形電視台開播於1970年4月1日，識別呼號為JOYI-DTV，遙控器號碼是5頻道。
山形電視台在開播時是富士電視台系列聯播網（FNN及FNS）成員，後在1975年加入朝日電視台系列聯播網ANN，成為跨網台。1979年，山形電視台實際上退出ANN，朝日電視台在山形縣內的合作夥伴改為山形放送。但由於主要股東朝日新聞社的意向，山形電視台在1992年申請加入ANN，並於翌年退出FNN及FNS，完全成為ANN加盟台。

## 資本構成
下表列出2021年3月31日時山形電視台的主要股東:268：
| 資本金        | 發行股份總數 | 股東數 |
| ------------- | ------------ | ------ |
| 3億7845萬日元 | 75,690股     | 14     |

| 股東         | 持股數   | 比例   |
| ------------ | -------- | ------ |
| 朝日電視控股 | 17,810股 | 23.53% |
| 朝日新聞社   | 14,100股 | 18.63% |
| 山形新聞社   | 07,560股 | 09.98% |
| 龜井         | 06,000股 | 07.92% |
| 莊內能源     | 05,870股 | 07.75% |
| 山形放送     | 05,720股 | 07.55% |
| 前田製管     | 05,200股 | 06.87% |
| 山形銀行     | 03,780股 | 04.99% |
| 莊內銀行     | 03,000股 | 03.96% |

## 歷史

### 富士電視系時期
郵政省在1965年3月30日宣布開放UHF頻段用於電視播出，開啟了日本的UHF電視時代。日本的大都市圈以外地區紛紛利用UHF頻段，開設第二家商業電視台:20-21。由於商業電視利潤豐厚，加上各核心局均有意擴大自己的聯播網，因此各地方湧現出眾多申請開設商業電視台的業者:22-23。1968年7月時，山形縣亦有「山形產經電視」、「山形每日放送」、「山形電視台」等10家團體申請獲得第二個商業電視台執照:24-25。隨著郵政省在1968年7月16日宣布分配山形縣第二個商業電視台執照，各申請業者開始整合作業:30-32。8月26日，山形電視台舉辦第一次發起人總會:33。在於10月1日獲得預備執照後，山形電視台在12月25日舉辦了創立總會:35。翌年2月，山形電視台在山形市城西地區購買土地，以修建總部大廈:37-38。山形電視台總部在1969年7月9日動工:56，共有三層:42。同年12月23日，山形電視台總部舉辦上棟式:58。1969年10月27日，山形電視台決定選擇富士電視台作為核心局:55。11月1日，山形電視台發射了試驗電波:57。12月26日，山形電視台開始試播:56
1970年4月1日，山形電視台正式開播:64-65。開播後的第一個財年，山形電視台虧損1.0575億日元:93。為擴大電視以外業務的收入，山形電視台在開播翌年的7月開設了住宅展示場:105-108。同年山形電視台開設了米澤轉播站、新庄轉播站，得以覆蓋山形縣95%的家庭:109-111。山形電視台的收視率也在開播之後迅速趕上率先開播的NHK和山形放送，在週二、週四、週六甚至超過山形放送:112-113。1972年4月，山形電視台實現除深夜外的全天無中斷播出:121。1974財年，山形電視台實現1.646億日元的盈利，並清空開播以來的累積虧損:156-157。1975年，山形電視台實現首次股票分紅:176。同年山形電視台加入了ANN，成為以富士電視台為主要核心局，但同時播出ANN新聞節目的跨網台:191。山形電視台還在1970年代中期購入了轉播車，並對總部進行擴建，強化了節目製作所需的硬體設施:202-205。1978年5月24日，山形電視台舉辦了總部新館開工式:249。新攝影棚在翌年4月30日啟用，共耗資7億日元，是當時東北地方規模最大的電視攝影棚:274-275。同年山形電視台停止播出ANN的新聞節目，再次成為FNN的完全加盟台:293。在1985年12月的收視率調查時，山形電視台以全日15.5%、黃金時段29.2%、晚間時段27.9%的收視率獲得收視率三冠王，也是山形電視台第一次獲得這一榮譽:417。
山形電視台的營業額在1984財年超過40億日元，達到41.7億日元。但在翌年，山形電視台的營業額首次出現減少:450。對此山形電視台積極開展經營多元化，在1985年參與了生物科學研究所的出資:441-447。然而山形電視台展開的投資多以失敗告終，導致經營狀況惡化:103-106。

### 朝日電視系時期
山形電視台會長和社長為經營惡化負責而在1992年辭職。同年9月24日，山形電視台在臨時董事會上決定加入朝日電視台系列的聯播網。翌日，山形電視台社長和東京支社長拜訪富士電視台，表示將退出富士電視台聯播網；並在同日拜訪朝日電視台，表示申請加入朝日電視台聯播網:205-207。1993年3月31日，山形電視台退出FNN和FNS，並在翌日加入ANN，成為ANN第19個完全加盟台。但由於當時朝日電視台是核心局中收視率較低的電視台，山形電視台在更換聯播網後收視率下降，被TVU山形超過，成為山形縣內收視率第三位的商業電視台:205-207。
山形電視台自2006年6月1日開始播出數位電視訊號。2017年10月，隨著朝日電視控股對山形電視台的持股比例超過20%，山形電視台成為朝日電視控股的權益法關聯公司。

## 節目
伴隨著新攝影棚的啟用，山形電視台自1979年開始在傍晚播出大型自製帶狀節目《YTS晚間廣角》:275。1984年，山形電視台開始播出《YTS新聞廣角60》節目，將傍晚的地方新聞和全國新聞合為同一節目:405-406。現在山形電視台在平日傍晚播出的自製帶狀節目是《超級J頻道 YTS5時》，自1997年開始播出。

## 註释
1. ↑  「三冠」指全日（6:00-24:00）、黃金時間（19:00-22:00）、晚間時段（19:00-23:00）三個時段皆獲得收視率第一。

## 外部連結
- YTS山形電視台 （页面存档备份，存于）
- YTS山形電視台的X（前Twitter）
- YouTube上的YTS山形電視台頻道